# CF Estrela da Amadora (1932)
CF Estrela da Amadora is een Portugese voetbalclub uit Amadora, nabij Lissabon. In 2009 degradeerde de club uit de hoogste klasse wegens financiële problemen. In 2011 werd een nieuwe vereniging opgericht onder dezelfde naam. Deze club fuseerde in 2020 met Club Sintra en nam daarna de historische naam aan, echter maakt de club geen aanspraak op de geschiedenis van deze club.

## Erelijst
- Beker van Portugal

1990
- Supercup

Finalist: 1990
- Segunda Liga

1993

## In Europa
#R = #ronde, 1/8 = achtste finale, T/U = Thuis/Uit, W = Wedstrijd, PUC = punten UEFA coëfficiënten .
Uitslagen vanuit gezichtspunt CF Estrela da Amadora
| Seizoen | Competitie    | Ronde | Land                 | Club            | Totaalscore   | 1e W    | 2e W       | PUC |
| ------- | ------------- | ----- | -------------------- | --------------- | ------------- | ------- | ---------- | --- |
| 1990/91 | Europacup II  | 1R    | Vlag van Zwitserland | Neuchâtel Xamax | 2-2 (4-3 ns)) | 1-1 (T) | 1-1 nv (U) | 4.0 |
|         |               | 1/8   | Vlag van België      | Club Luik       | 1-2           | 0-2 (U) | 1-0 (T)    | 4.0 |
| 1998    | Intertoto Cup | 3R    | Vlag van Polen       | Ruch Chorzów    | 2-2 (2-4 ns)) | 1-1 (U) | 1-1 nv (T) | 0.0 |

Totaal aantal punten voor UEFA coëfficiënten: 4.0

## Bekende (oud-)spelers
- Rui Águas
- José Couceiro
- Miguel Monteiro
- Nani
- Dimas Teixeira
- Abel Xavier